# Clint Hester
Clint Hester (Atlanta, 21 de novembro de 1986) é um lutador norte-americano de artes marciais mistas, atualmente ele compete no peso-médio do Ultimate Fighting Championship. Ele fez parte do reality show da Spike TV The Ultimate Fighter: Team Jones vs. Team Sonnen.

## Background
Hester nasceu em Atlanta. Ele sempre se envolvia em brigas enquanto crescia, mas foi um investigador e diversas vezes defendeu seus amigos. Hester, que havia jogado futebol, tinha planejado jogar futebol americano universitário, mas tomou um caminho diferente quando não lhe foi oferecido uma bolsa de estudos. Ele tinha pensado em ingressar para as Forças Armadas, mas finalmente optou por começar a treinar boxe e foi treinado por Willie D'Antignac, acumulando um recorde amador de 13-3. Quando o ginásio de boxe de Hester fechou ele procurou outro ginásio para treinar antes de encontrar a X3 Sports MMA. Hester decidiu fazer a mudança para o MMA.

## Carreira no MMA
Hester começou sua carreira profissional no MMA conseguindo um cartel de 2-0 antes de ser oferecido uma chance de disputar um Grand Prix local. Hester venceu o round de abertura por nocaute. Ele perdeu no round seguinte do torneio para o futuro desafiante ao Cinturão Meio Médio do Bellator, Douglas Lima, por decisão unânime.

### The Ultimate Fighter
Em Janeiro de 2013, foi anunciado que Hester havia sido selecionado para o The Ultimate Fighter: Team Jones vs. Team Sonnen. Hester derrotou Fraser Opie por decisão para entrar na casa. Ele foi a primeira escolha para o time de Jon Jones e segundo no total.
Hester fez sua luta preliminar contra o membro da Equipe Sonnen Jimmy Quinlan. Hester foi surpreendido com uma derrota por finalização no segundo round. Embora Hester era candidato a substituto, seu treinador, Jon Jones, em última análise escolheu Bubba McDaniel.

### Ultimate Fighting Championship
Apesar de perder na preliminar, Hester recebeu uma luta na finale. Hester enfrentou Bristol Marunde no The Ultimate Fighter 17 Finale. Hester venceu a equilibrada luta por nocaute no terceiro round.
Hester era esperado para enfrentar Cézar Ferreira em 3 de Agosto de 2013 no UFC 163. Porém, em 18 de Julho, foi anunciado que ele iria se retirar da luta devido a lesão.
Para sua segunda luta no UFC, Hester enfrentou Dylan Andrews em 7 de Dezembro de 2013 no UFC Fight Night: Hunt vs. Pezão. Ele venceu a luta por nocaute técnico devido a uma lesão após Andrews deslocar seu ombro no segundo round.
Hester enfrentou Andy Enz em 1 de Fevereiro de 2014 no UFC 169. Ele venceu a luta por decisão unânime.
Hester enfrentou Antônio Braga Neto em 28 de Junho de 2014 no UFC Fight Night: Swanson vs. Stephens e venceu por decisão dividida.
Hester enfrentou o vencedor do TUF Smashes, Robert Whittaker em 7 de Novembro de 2014 no UFC Fight Night: Rockhold vs. Bisping. Hester foi derrotado por nocaute técnico no segundo round.
Hester era esperado para enfrentar seu companheiro de TUF Luke Barnatt em 4 de Abril de 2015 no UFC Fight Night: Mendes vs. Lamas. No entanto, uma lesão tirou Hester do evento e Barnatt foi movido para outro card.
Hester enfrentou o brasileiro Vitor Miranda em 1 de Agosto de 2015 no UFC 190, no Brasil. Ele foi derrotado por nocaute técnico no segundo round.
Hester enfrentou o brasileiro Marcos Lima em 23 de Abril de 2016 no UFC 197. Ele foi derrotado por finalização no primeiro round.

## Cartel no MMA
| Cartel no MMA   |             |            |
| 17 lutas        | 11 vitórias | 6 derrotas |
| Por nocaute     | 7           | 2          |
| Por finalização | 1           | 3          |
| Por decisão     | 3           | 1          |

| Res.    | Cartel | Oponente           | Método                                  | Evento                                | Data       | Round | Tempo | Local              | Notas                                                        |
| ------- | ------ | ------------------ | --------------------------------------- | ------------------------------------- | ---------- | ----- | ----- | ------------------ | ------------------------------------------------------------ |
| Derrota | 11-6   | Marcos Lima        | Finalização (katagatame)                | UFC 197: Jones vs. St. Preux          | 23/04/2016 | 1     | 4:35  | Las Vegas, Nevada  |                                                              |
| Derrota | 11-5   | Vitor Miranda      | Nocaute Técnico (cotoveladas)           | UFC 190: Rousey vs. Correia           | 01/08/2015 | 2     | 2:38  | Rio de Janeiro     |                                                              |
| Derrota | 11-4   | Robert Whittaker   | Nocaute Técnico (joelhada e socos)      | UFC Fight Night: Rockhold vs. Bisping | 07/11/2014 | 2     | 2:48  | Sydney             | Luta da Noite.                                               |
| Vitória | 11-3   | Antônio Braga Neto | Decisão (dividida)                      | UFC Fight Night: Swanson vs. Stephens | 28/06/2014 | 3     | 5:00  | San Antonio, Texas |                                                              |
| Vitória | 10–3   | Andy Enz           | Decisão (unânime)                       | UFC 169: Barão vs. Faber              | 01/02/2014 | 3     | 5:00  | Newark, New Jersey |                                                              |
| Vitória | 9–3    | Dylan Andrews      | Nocaute Técnico (inter médica)          | UFC Fight Night: Hunt vs. Pezão       | 07/12/2013 | 2     | 5:00  | Brisbane           | Andrews deslocou seu ombro no segundo round.                 |
| Vitória | 8–3    | Bristol Marunde    | Nocaute Técnico (cotovelada)            | The Ultimate Fighter 17 Finale        | 13/04/2013 | 3     | 3:53  | Las Vegas, Nevada  |                                                              |
| Vitória | 7–3    | Patrick Miller     | Nocaute Técnico (socos)                 | Wild Bill's Fight Night 47            | 23/06/2012 | 1     | 3:41  | Duluth, Georgia    |                                                              |
| Vitória | 6–3    | Rashaun Spencer    | Nocaute Técnico (socos)                 | Tabernacle Fight Party                | 03/03/2012 | 2     | 1:27  | Atlanta, Georgia   |                                                              |
| Vitória | 5–3    | Tomar Washington   | Decisão (unânime)                       | King of the Ring 3                    | 14/05/2011 | 3     | 5:00  | Atlanta, Georgia   |                                                              |
| Derrota | 4–3    | Cale Yarbrough     | Finalização (estrangulamento norte/sul) | Wild Bill's Fight Night 31            | 29/10/2010 | 3     | 1:18  | Duluth, Georgia    |                                                              |
| Vitória | 4–2    | Tony Souza         | Finalização (socos)                     | Wild Bill's Fight Night 30            | 11/09/2010 | 2     | 2:41  | Duluth, Georgia    |                                                              |
| Derrota | 3–2    | Roger Carroll      | Finalização (chave de braço)            | Bangkok Fight Night 5                 | 27/02/2010 | 1     | 2:19  | Atlanta, Georgia   |                                                              |
| Derrota | 3–1    | Douglas Lima       | Decisão (unânime)                       | Sin City Fight Club                   | 13/11/2009 | 3     | 5:00  | Atlanta, Georgia   | Semifinal do Grand Prix de Médios do REDLINE de 2014.        |
| Vitória | 3–0    | Aaron Johnson      | Nocaute (socos)                         | Sin City Fight Club                   | 10/10/2009 | 1     | 0:42  | Atlanta, Georgia   | Quartas de Final do Grand Prix de Médios do REDLINE de 2010. |
| Vitória | 2–0    | Dymond Jones       | Nocaute Técnico (socos)                 | Soco de Boss                          | 30/05/2009 | 2     | 4:27  | Atlanta, Georgia   |                                                              |
| Vitória | 1–0    | Aaron Johnson      | Nocaute Técnico (paralisação médica)    | Wild Bill's Fight Night 17            | 08/11/2008 | 1     | 1:18  | Atlanta, Georgia   |                                                              |